# Уимбуш, Томас
Томас Уимбуш (англ. Thomas E'Sean Shavez Wimbush II; род. 8 декабря 1993, Лорейн, штат Огайо, США) — американский профессиональный баскетболист, играющий на позиции лёгкого форварда.

## Карьера
Не став выбранным на драфте НБА 2017 года Уимбуш принял участие в 6 матчах Летней лиги НБА в Лас-Вегасе в составе «Лос-Анджелес Клипперс».
Летом 2017 года Уимбуш подписал свой первый профессиональный контракт с «Лонг-Айленд Нетс» и за 2 сезона принял участие в 74 матчах.
Летом 2018 года Уимбуш сыграл 5 матчей в Летней лиге НБА в Лас-Вегасе в составе «Атланты Хокс».
В августе 2019 года Уимбуш стал игроком «Ризен Людвигсбург» и помог команде выдать лучший сезон в своей истории — 2 место в регулярном чемпионате и выход в финал Бундеслиги.
В сезоне 2020/2021 Уимбуш выступал за «Петким Спор».
В августе 2021 года Уимбуш перешёл в «Нантер 92». В 31 матче Томас набирал в среднем 13,6 очка, 5,8 подбора и 1,1 передачи.
В июле 2022 года Уимбуш подписал 2-летний контракт с «Зенитом». В составе команды Томас стал победителем Суперкубка Единой лиги ВТБ и был признан «Самым ценным игроком» турнира. Уимбуш стал автором победного трёхочкового броска за 2 секунды до конца финального матча против ЦСКА (71:70), а также самым результативным игроком в составе «Зенита».
В феврале 2023 года Уимбуш перешёл в «Наполи».
В июне 2023 года Уимбуш продолжил карьеру в «Кавасаки Брэйв Тандерс».
В августе 2024 года Уимбуш стал игроком «Аль-Ула».

## Достижения
- Обладатель Суперкубка Единой лиги ВТБ: 2022
- Серебряный призёр чемпионата Германии: 2019/2020